# Constante de Faraday

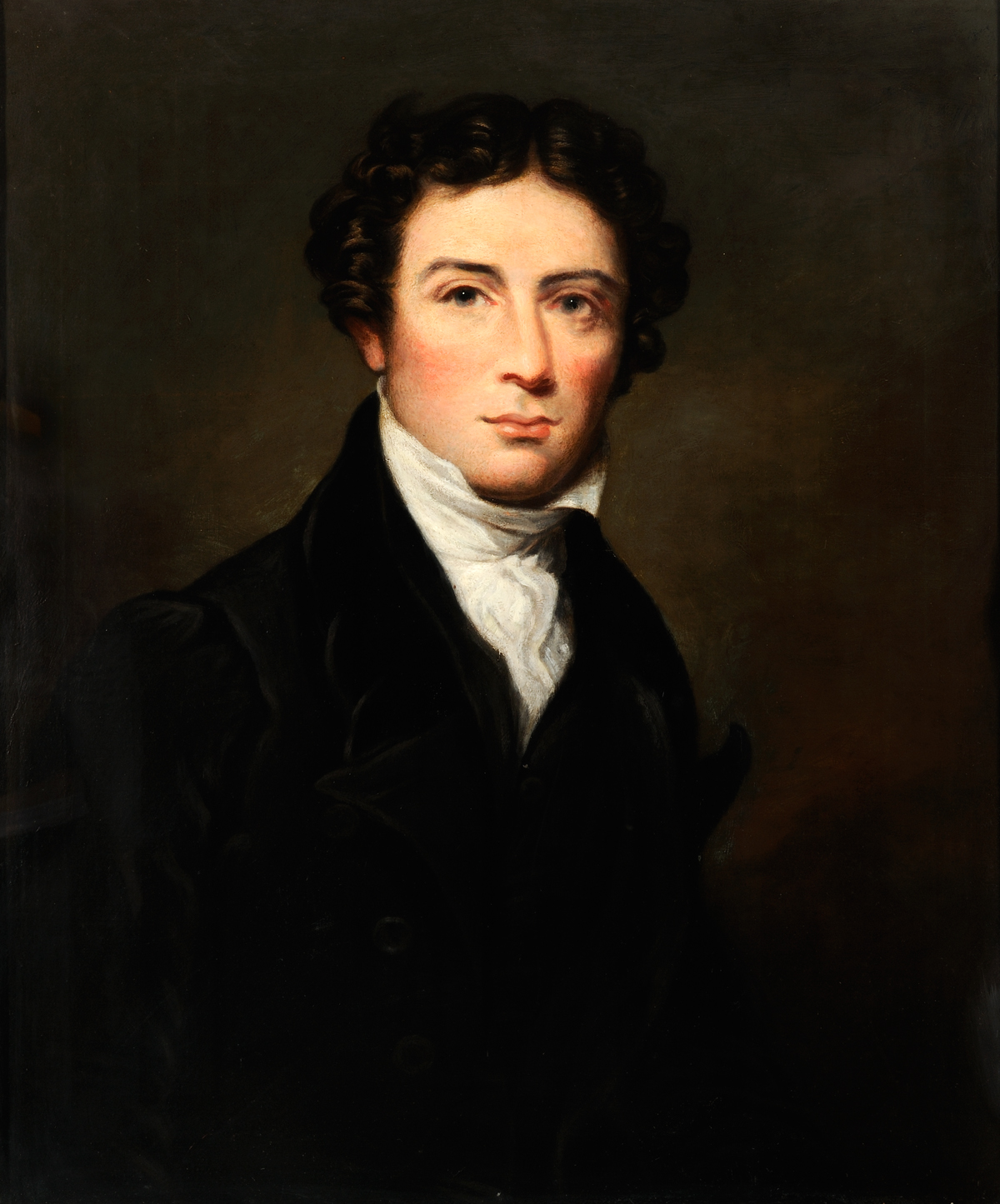
Michael Faraday.

La constante de Faraday ({\displaystyle F}) es utilizada en física y química, y se define como la cantidad de carga eléctrica en un mol de electrones.

## Etimología
La constante de Faraday fue nombrada así en honor del científico británico Michael Faraday.

## Descripción
Es utilizada en los sistemas electroquímicos para calcular la masa de los elementos que se formarán en un electrodo.
Está representada por el símbolo F y se define formalmente como la carga elemental molar. Se puede calcular como:
{\displaystyle F=e\,N_{A}}
Donde:
| Símbolo               | Nombre                    | Valor               | Unidad  |
| --------------------- | ------------------------- | ------------------- | ------- |
| {\displaystyle F}     | Constante de Faraday      | 96485.3321233100184 | C / mol |
| {\displaystyle e}     | Carga eléctrica elemental | 1.602176634×10-19   | C       |
| {\displaystyle N_{A}} | Constante de Avogadro     | 6.02214076×1023     | mol-1   |

A partir de la redefinición de las unidades del SI del año 2019, la carga eléctrica elemental y la constante de Avogadro fueron definidos como valores exactos, por lo cual la constante de Faraday es también un valor exacto: 96485,3321233100184 C/mol.